# Рейд, Иэн
Иэн Рейд (англ. Iain Reid; род. 1980 или 1981, Онтарио) — канадский писатель. В 2015 году стал лауреатом премии RBC Taylor Emerging Writer Award. Автор книг «Думаю, как всё закончить» (2016) и «Враг» (2018).

## Биография
После окончания Университета Куинс в Кингстоне, в 2004 году Рид начал свою писательскую карьеру, публикуя статьи и колонки в национальных журналах и газетах. Вёл еженедельную колонку в National Post. В 2015 году его работы начали появляться в The New Yorker.
В 2010 году опубликовал своё первое произведение — мемуары «One Bird’s Choice: A Year in the Life of an Over-educated, Underemployed Twentysomething Who Moves Back Home», за ней последовала книга «The Truth About Luck: What I Learned on My Road Trip with Grandma» в 2013 году. В 2016 году был опубликован его дебютный роман — «Думаю, как всё закончить», за который он был номинирован на премию Shirley Jackson Award. В рецензии для Chicago Tribune Ллойд Сакс назвал роман «самым смелым и оригинальным литературным триллером, появившимся за последнее время». Он назвал Рейда «мастером напряжения» и отметил, что, несмотря на «философский вес» книги, он «справляется с ним». Сакс рекомендовал перечитать книгу, сказав, что «с её глубокими загадками» и «плотным психологическим пространством, через которое путешествуют герои», она «остаётся такой же полной тёмных сюрпризов, как ваша дружелюбная соседняя черная дыра». В 2020 году лауреат премии «Оскар» Чарли Кауфман экранизировал этот роман для Netflix. Кауфман консультировался с Рейдом при подготовке экранизации, Рейд выступил исполнительным продюсером фильма.
В 2018 году второй роман Рейда, Foe, был опубликован издательством Simon and Schuster. Компания Anonymous Content приобрела права на экранизацию книги, съёмки начались в Австралии в январе 2022 года. Рейд написал сценарий в соавторстве с режиссёром Гартом Дэвисом. В фильме снялись Сирша Ронан и Пол Мескал, премьера состоялась в октябре 2023 года, после чего он будет доступен на Amazon Prime.
В сентябре 2022 года третий роман Рида, We Spread, был опубликован издательством Scout Press. Рейд пишет сценарий к фильму вместе с режиссёром Минхалом Баигом. В 2023 году роман был включён в шорт-лист премии Governor General’s Award for English-language fiction.

### Личная жизнь
Рейд живёт в Кингстоне. Его отец — профессор английского языка. По состоянию на 1 августа 2016 года его сестра Элиза Рейд является первой леди Исландии, а его зять — Гвюдни Йоуханнессон, президент Исландии.